# 1880 au Nouveau-Brunswick
Chronologie du Nouveau-Brunswick
- 1876
- 1877
- 1878
- 1879
- 1880
- 1881
- 1882
- 1883
- 1884

Cette page concerne des événements d'actualité qui se sont produits durant l'année 1880 dans la province canadienne du Nouveau-Brunswick.

## Événements
- Fondation du journal The Daily Gleaner.
- le pénitencier de Dorchester ouvre ses portes.
- 11 février : Robert Duncan Wilmot devient lieutenant-gouverneur du Nouveau-Brunswick et John Boyd est nommé au Sénat du Canada.
- 16 février : Amos Edwin Botsford est nommé président du Sénat du Canada.

## Naissances
- 22 mars : Allison Dysart, premier ministre du Nouveau-Brunswick.
- 31 mars : Alphonse Sormany, député.
- 12 octobre : Stanley Edward Elkin, député.
- 16 octobre : Antoine Léger, député et sénateur.
- 1er novembre : Alexandre Doucet, député.

## Décès
- 6 février : Edward Barron Chandler, lieutenant-gouverneur du Nouveau-Brunswick.
- 8 décembre : Charles Fisher, lieutenant-gouverneur du Nouveau-Brunswick.